# Indigofera monantha
Indigofera monantha är en ärtväxtart som beskrevs av Baker f. Indigofera monantha ingår i släktet indigosläktet, och familjen ärtväxter. Inga underarter finns listade i Catalogue of Life.